# Marjorie Falls
Die Marjorie Falls sind ein Wasserfall im Fiordland-Nationalpark auf der Südinsel Neuseelands. Er liegt in einem namenlosen Bach, der hinter dem Wasserfall in südlicher Fließrichtung in den Irene River kurz vor dessen Einmündung in den Emelius Arm des Taiporoporo / Charles Sound mündet. Seine Fallhöhe beträgt rund 150 Meter.